# Emily Magee
Emily Magee (Nueva York, 31 de octubre de 1965) es una soprano estadounidense de amplia actuación en teatros europeos en roles de Wagner y Richard Strauss.
Alumna de Margaret Harshaw debutó en la Lyric Opera of Chicago como Fiordiligi en Cosí fan tutte de Mozart cantando luego Peter Grimes, Liu en Turandot, y Marguerite en Fausto de Gounod.
En Europa debutó en el Festival de Orange integrando luego el elenco de la Staatsoper Unter den Linden en Berlín donde su colaboración con el director Daniel Barenboim motivó su debut en el Festival de Bayreuth en Los maestros cantores de Nuremberg, donde cantó por seis temporadas el rol de Eva también dirigida por Christian Thielemann.
Otros personajes que incorporó a su repertorio son Elsa en Lohengrin, Elisabeth en Tannhäuser, Marietta en Die tote Stadt, Jenufa, Desdémona en Otello, Ariadne en Ariadne auf Naxos, la emperatriz en Die Frau ohne Schatten, la Mariscala en Der Rosenkavalier, Elettra en Idomeneo, Rusalka, Rosalinda en Die Fledermaus, Francesca da Rímini, Tosca, Lisa en La dama de picas y otros.
Concentra su labor en la Ópera de Zúrich, la Ópera Estatal de Hamburgo, Opera Estatal de Baviera, Florencia, Tokio y Viena habiendo cantado en Covent Garden, La Scala, Gran Teatro del Liceo, Oviedo, Bologna, San Francisco, Festival de Salzburgo, Essen, Miami, Bruselas y Santiago de Chile.
Vive en Boulder, Colorado.

## Discografía
- Britten: Peter Grimes / Welser-Möst - DVD
- Strauss: Ariadne Auf Naxos / Dohnányi - DVD
- Verdi: Otello / Barenboim
- Wagner: Die Meistersinger von Nurnberg / Barenboim
- Wagner: Lohengrin / Barenboim - DVD
- Wagner: Lohengrin / Weigle - DVD